# Heworth (estação ferroviária)
Heworth é uma estação ferroviária que serve a região de Heworth, uma importante área residencial de Gateshead, Inglaterra. Situa-se na Durham Coast Line, que corre entre Newcastle Central e Middlesbrough. Os serviços ferroviários de Heworth são operados pela Northern Trains.
Foi inaugurada em novembro de 1979, ao mesmo tempo que a Estação Rodoviária de Heworth, e coincidindo com o fechamento das estações ferroviárias em Felling e Pelaw. Antes da inauguração, os trens de passageiros corriam no par de trilhos que agora são usados pelo Tyne and Wear Metro. Por um curto período de tempo, os trens percorreram as plataformas de metrô já concluídas. Os serviços da National Rail agora operam separadamente aos da Tyne and Wear Metro, antes da junção de Pelaw, onde a linha é compartilhada até Sunderland.
Um total de 22 588 viagens de passageiros foram feitas da estação durante 2018-19, classificando-a a quarta estação ferroviária nacional mais usada em Tyne and Wear - depois de Newcastle Central (8 900 000), Sunderland (442 000) e MetroCentre (302 000), e à frente de Blaydon (21 428), Dunston (16 488) e Manors (12 980).

## Facilidades
A estação ferroviária de Heworth não possui funcionários. É fornecido acesso sem degraus, com acesso em rampa a ambas as plataformas. A estação está equipada com máquinas de bilhetes, assentos, anúncios de áudio do próximo trem, cartazes de horários e um ponto de ajuda de emergência nas duas plataformas. Após a instalação das máquinas de bilhetes, Heworth passou a fazer parte da rede de tarifa padrão da Northern Trains, o que significa que um bilhete ou aviso de "promessa de pagamento" é necessário antes do embarque.

## Serviço e frequência
Após uma mudança de horário em dezembro de 2019, os serviços geralmente operam na seguinte frequência:
Segunda a Sábado:
- Um serviço de hora em hora para Sunderland, Hartlepool, Middlesbrough e Nunthorpe. Alguns trens continuam para Whitby.
- Um serviço de hora em hora para Newcastle Central, MetroCentre e Hexham. Para Carlisle é necessária uma mudança em Hexham.

Domingo:
- Um serviço de hora em hora para Sunderland, Hartlepool, Middlesbrough e Nunthorpe . Alguns trens continuam para Whitby.
- Um serviço de hora em hora para Newcastle, MetroCentre, Hexham, Carlisle e Haltwhistle.

Os serviços são operados por uma frota de unidades múltiplas a diesel Class 156 Super Sprinter e Class 158 Express Sprinter, ambas introduzidas ao serviço no final dos anos 1980. O material rodante está, atualmente, em processo de reforma, com atualizações incluindo Wi-Fi gratuito, tomadas, displays de informações a bordo, entre outras melhorias do interior. Trens da classe 142 Pacer também serviram a Durham Coast Line até o final da década de 2010, quando foram retirados do serviço de passageiros.